# Cầu Nông Tiến
Cầu Nông Tiến là một cây cầu bắc qua sông Lô trên Quốc lộ 37 tại thành phố Tuyên Quang, tỉnh Tuyên Quang, Việt Nam.
Cầu có lý trình tại Km 211+925 Quốc lộ 37, nằm ở trung tâm thành phố Tuyên Quang, kết nối hai phường Tân Quang và Nông Tiến.
Cầu Nông Tiến có chiều dài 450,75 m, chiều rộng là 10,9 m. Công trình được đưa vào sử dụng từ tháng 2 năm 1995 và đã trải qua nhiều đợt sửa chữa, nâng cấp.